# Metopoceras canroberti
Metopoceras canroberti är en fjärilsart som beskrevs av Charles Oberthür 1918. Metopoceras canroberti ingår i släktet Metopoceras och familjen nattflyn. Inga underarter finns listade i Catalogue of Life.